# Torhymne
Eine Torhymne, auch Torsong oder Tormusik, englisch: Goal song oder Goal tune, ist eine circa 20 bis 40 Sekunden langer Jingle, die bei Sportarten wie Fußball, Handball oder Eishockey nach einem erzielten Tor der Heimmannschaft abgespielt wird.
Torhymnen wurden im Fußball vereinzelt schon in den 70ern gespielt und sind spätestens seit den 90ern weit verbreitet. Einzelne Vereine greifen dabei auf Auftragskompositionen zurück, andere verwenden Ausschnitte aus bekannten Rock- oder Klassikproduktionen. Im deutschen Fußball-Profibereich verwenden derzeit die meisten Vereine eine Torhymne, eine von wenigen Ausnahmen, die bewusst auf eine solche verzichtet, ist der 1. FC Union Berlin. 
Beim Eishockey wurde die Torhymne früher von einem Organisten eingespielt, heute ist diese Art der Torhymne nur noch wenig verbreitet. Auch in Sportarten wie Wasserball oder Handball ist die Verwendung einer Torhymne üblich.